# جمعان الحربش
جمعان الحربش (1970 -)؛ سياسي كويتي، ونائب سابق في مجلس الأمة الكويتي، ينتمي إلى الحركة الدستورية الإسلامية (حدس)، حاصل على دكتوراه في الفكر الإسلامي من كلية دار العلوم في القاهرة، في بداية حياته المهنية كان محاضر وخطيب في وزارة الأوقاف الكويتية، وشغل منصب الأمين العام للجنة الكويتية المشتركة لنصرة الدين وثوابت الأمة، شارك في العديد من المحاضرات والندوات والمناظرات المتعلقة بنصرة قضايا الإسلام، وكانت له مقالات عديدة في الصحف والمجلات.

## حياته السياسية
دخل الحياة السياسية سنة 2006 عندما فاز بعضوية مجلس الامة الكويتي من خلال الانتخابات البرلمانية وحصل على المركز الأول بدائرته، واستمرت عضويته حتى عام 2012 بأكثر من دورة نيابية حتى أعلنت المعارضة الكويتية ـ وهو جزء منها - مقاطعتها للانتخابات، وعاد فشارك في انتخابات 2016 وفاز بالعضوية النيابية مرة أخرى، قبل أن يتم إسقاطها مرة أخرى.

## مشاركته في الانتخابات البرلمانية
شارك في انتخابات مجلس الأمة الكويتي 2003 في الدائرة الثامنة عشر، وحصل على المركز الرابع برصيد 1128 صوت وخسر الانتخابات بنظام 25 دائرة ، وشارك في انتخابات مجلس الأمة الكويتي 2006 في الدائرة الثامنة عشر، وحصل على المركز الأول برصيد 3691 صوت وفاز بالانتخابات بنظام 25 دائرة ، وشارك في انتخابات مجلس الأمة الكويتي 2008 في الدائرة الثانية، وحصل على المركز الخامس برصيد 6496 صوت وفاز بالانتخابات بنظام 5 دوائر ، وشارك في انتخابات مجلس الأمة الكويتي 2009 في الدائرة الثانية وحصل على المركز الرابع برصيد 5929 وفاز بالانتخابات بنظام 5 دوائر، وشارك في انتخابات مجلس الأمة الكويتي فبراير 2012 في الدائرة الثانية وحصل على المركز الأول برصيد 8475 وفاز بالانتخابات بنظام 5 دوائر، ثم أعلن مقاطعته للانتخابات بسبب تغير نظام التصويت من 4 اصوات إلى صوت واحد، حتى شارك في انتخابات مجلس الأمة الكويتي 2016 في الدائرة الثانية وحصل على المركز الرابع برصيد 2432 وفاز بالانتخابات بنظام 5 دوائر بصوت واحد.

## حكم المحكمة الدستورية
وفي بداية سنة 2019 أعلن رئيس مجلس الأمة الكويتي، مرزوق الغانم، الموافقة على خلو مقعدي النائبين جمعان الحربش ووليد الطبطبائي تنفيذا لحكم المحكمة الدستورية العليا في البلاد، وبناء على المادة 50 من قانون الانتخاب والمادة 18 من اللائحة الداخلية لمجلس الأمة.

## حياته الشخصية
هو متزوج ولديه 9 من الأبناء:
- عبد الله.
- معاذ.
- أسامة.
- عبد الرحمن.
- عبد العزيز.
- أحمد.
- عمر.
- عبد الوهاب.
- عثمان.

## أبرز مواقفه في مجلس الأمة
| الكتلة                                                                  | حدس                                            |
| طلب إيقاف الشيخ محمد عبد الله المبارك الصباح عن رئاسة جهاز خدمة المواطن | موافق                                          |
| طلب إسقاط القروض                                                        | رُفض الطلب                                      |
| استجواب إلى الشيخ أحمد عبد الله الأحمد الصباح وزير الصحة                | مقدم الاستجواب                                 |
| إحالة قضية الفحم المكلسن إلى ديوان المحاسبة                             | غير موافق                                      |
| طلب طرح الثقة بالوزير علي الجراح الصباح وزير النفط                      | لم يعلن موقف - استقال الوزير قبل طلب طرح الثقة |

| الكتل                                                                          | حدس                                |
| اللجان                                                                         | الداخلية والدفاع - الظواهر السلبية |
| قانون صندوق المعسرين                                                           | غير موافق                          |
| الموازنة العامة للدولة                                                         | غير موجود                          |
| قانون ضمان الودائع البنكية                                                     | مؤيد                               |
| إعادة تشكيل اللجان المؤقتة                                                     | موافق                              |
| تقرير اللجنة المالية الرافض لإقامة الدواوين                                    | غير موافق                          |
| مقترح الحركة الدستورية الإسلامية في التحقيق في الشراكة مع داو والمصفاة الرابعة | موافق                              |
| التحقيق في عمل فريق الإزالات                                                   | رافض                               |
| مقترح اللجنة الثلاثية في التحقيق في داو والمصفاة الرابعة                       | غير موافق                          |